# Качанов Петро Федорович
Качанов Петро Федорович (21 червня 1968, Кременець, Тернопільська область) — продюсер, президент ГО «XXI століття для України», Директор агенції «Бревіс», Директор — художній керівник Київського муніципального академічного театру опери і балету для дітей та юнацтва, Заслужений працівник культури України.

## Життєпис
1984 року — Закінчив Кременецьку середню школу № 1
1984—1987 роки — Рівненське музичне училище (народні інструменти, диригування)
1987—1993 роки — Київська державна консерваторія ім. П. І. Чайковського (оркестровий факультет, диригування)

### Кар'єрний шлях
- 1986—1987 роки — Рівненська обласна філармонія (артист — соліст колективу «Джерела»)
- 1992—1997 роки — Національний оркестр народних інструментів України (артист — соліст)
- 1994—1998 роки — член дирекції фестивалю «Червона Рута»
- 1996—1998 роки — фінансовий директор фестивалю «Червона рута»
- 2012—2014 роки — Старший викладач (на посаді доцента) Київського національного університету культури і мистецтв
- 2014 рік — Перший заступник Генерального директора Національного палацу мистецтв «Україна»
- з 1998 року — Президент Всеукраїнської громадської організації «XXI століття для України»
- 2002—2018 роки — Директор агенції «Бревіс»
- з 2018 року — Директор — художній керівник Київської опери (Київський муніципальний академічний театр опери та балету для дітей та юнацтва)

Одружений. Має доньку та сина.

## Реалізовані проекти
- 1998—2002 — організація святкування Днів Незалежності на Майдані Незалежності;
- 1998 — зйомка документально-публіцистичного фільму «XXI століття для України»;
- 2001 — створення сучасного оранжування версії Духовного гімну М.Лисенко «Молитва за Україну» у виконання Т. Петриненка, О. Пономарьова, «Піккардійської терції», EL Кравчука, Т. Горобець, «Россави»;
- 2001 — організація у Палаці мистецтв «Україна» джаз-марафону за участю оркестру під орудою Олега Лунстрема та радіо-бенду Олександра Фокіна.
- 2002 — організація концертно-гастрольного туру гуртів «TOUCH&GO» (Велика Британія), «Zdob si Zdub» (Молдова), «Тартак» (Україна)
- 2002 — організація ювілейного концерту вокальної формації «Піккардійська терція»
- 1999—2000 — різдвяний проект «Нові мелодії Різдвяної ночі» в Національній Опері України;
- 1999—2003 — організація святкувань Днів Києва на Контрактовій площі;
- 2000—2001 — організація циклу джазових концертів «Київ. Травень. Джаз»;
- 2003—2006 — організація фестивалів пива на Контрактовій площі;
- 2004 — організація концерту камерного оркестру «Віртуози Москви» під орудою Володимира Співаковав Національній Опері України;
- 2005 — організація святкування 80-річниці Міжнародного дитячого центру «Артек»;
- 2005 — організація святкування Дня рятувальника (для МНС України);
- 2007—2010 — організація прес-конференцій, візитів, зустрічей з громадськістю для Президента України Віктора Ющенка;
- 2008—2010 — організація конференцій, спеціальних подій для Київської обласної державної адміністрації; * 2008—2010 — організація Всеукраїнських форумів «Влада і бізнес — партнери»; 2010—2012 рр. — організація Днів Митної служби України;
- 2012 — організація 20-ти річчя Військової розвідки України;
- 2013 — організація 20-ти річчя Державного підприємства «Укроборонсервіс»;
- 2014 — організація концертного туру легенд української музики Тараса Чубая, гуртів «Плач Єремії» та «Kozak System»
- 1998—2013 — організація корпоративних заходів, PR та спеціальних подій для «АвтоЗАЗDaewoo», «ABinBevUkraine», «MTC», «Baker & McKenzie», «BBHUkraine», «Can-PackUkraine», «OsramUkraine», «ING-Bank», «KraftFoodsUkraine», «UniversalBank», «IDSGroupeUkraine», СК"Оранта", БК «Єврокон», ТМ «Хортиця».

## Відзнаки
- 2001 — подяка від Київського міського голови О. О. Омельченка «за вагомий особистий внесок у створення духовних і матеріальних цінностей та досягнення високої майстерності у професійній діяльності»
- 2003 — подяка від Голови Подільської у місті Києві районної адміністрації
- 2005 — почесна грамота від Державного управління справами Президента України за вагомі досягнення у праці та високий професіоналізм;
- 2005 — почесна грамота від МНС України за організацію Дня рятувальника;
- 2009 — присвоєно звання «Заслуженого працівника культури України».
- 2014 — Подяка від місії ОБСЄ в Україні